# Lijst van Nederlandse adellijke families (alfabetisch)
Deze alfabetische lijst van Nederlandse adellijke families omvat alle geslachten zoals geadeld na de onafhankelijkheid in november 1813 en de stichting in 1813 van het soeverein vorstendom, vanaf 1815: Verenigd Koninkrijk der Nederlanden en vanaf (1830) 1839 het Koninkrijk der Nederlanden.
De geslachten waarvan alle leden na de onafhankelijkheid van België in 1839 opteerden voor de Belgische nationaliteit maar daarvoor in de Nederlandse adel waren opgenomen, zijn in deze lijst niet vermeld daar zij in de praktijk tot de Belgische adel worden gerekend.
De lijst bevat de naam van het geslacht (zonder titel), de vroegste vermelding (en bij uitsterving: die datum ervan als laatste), adelsbesluiten en het wapen. De lijst is voornamelijk gebaseerd op de tussen 1988 en 2014 verschenen uitgaven van het Nederland's Adelsboek die zogenaamde historische reeksen omvatten met alle tot verschijning van het betreffende deel tot de Nederlandse adel behoord hebbende of behorende personen.
De eerste adelsbesluiten worden hier vermeld, en regelmatig ook voor november 1813 genomen adelsbesluiten verleend door (buitenlandse) vorsten die gevolgen gehad (kunnen) hebben voor besluiten na 1813.
Bij de telling van 2012 telde het filiatieregister vanaf de oprichting in 1814 van het instituut Nederlandse Adel 566 verschillende geslachtsnamen, waarvan 182 benoemd, 23 erkend, 108 ingelijfd en 253 verheven. Er zijn nog ongeveer 300 geslachten in leven. De lijst met familienamen is te raadplegen op de website van de Hoge Raad van Adel.
Geslachten waarvan de adellijke tak is uitgestorven zijn in onderstaande tabel onder Vermeldingen weergegeven met een gele achtergrond.

## A
| Naam                  | Vermeldingen | Opmerkingen | Wapen                               |
| --------------------- | ------------ | --- | ----------------------------------- |
| D'Ablaing             | 1449-        | 28 augustus 1814: benoeming in de ridderschap van Holland. Vanaf 1816 verlening van de titel van baron op allen. In 1972 in Nederland uitgestorven; in de VS leeft nog een in 1872 gevestigde tak. | Wapen van D'Ablaing van Giessenburg |
| Aebinga van Humalda   | 1428-†1834   | Oude Friese adel. 28 augustus 1814: erkenning als edele van Friesland. | Wapen van Aebinga van Humalda wapen |
| Van Aefferden         | 1559-        | 1599: comparatie vanwege de ridderschap. 1690: erkenning van adeldom. 16 februari 1816: benoeming in de ridderschap van Limburg. (In 1871 verlening van de titel van burggraaf in de Belgische adel.) | Wapen van Van Aefferden             |
| Van Aerssen Beijeren  | 1543-        | 1605: ridder in Frankrijk door koning Hendrik IV; 1636: aldaar baron door koning Lodewijk XIII. 1616: persoonlijke titel van ridder in Engeland door Jacobus I. 1619: ridderschap van Holland. 11 december 1814: benoeming in de ridderschap van Holland. 1822: erkenning van de titel van baron op allen. | Wapen van Van Aerssen Beijeren      |
| Van Akerlaken         | 1596-†1912   | 2 oktober 1843: verheffing. | Wapen van Van Akerlaken             |
| Alberda               | 1443-        | Oude Groningse adel. 28 augustus 1814: erkenning als Edele van Friesland en benoeming in de ridderschap van Groningen. 31 december 1825: verlening van titel van baron (titel met hem uitgestorven in 1829).                                                                                               | Wapen van Alberda                   |
| Van Alderwerelt       | 1580-†1905   | 1755: baron des H.R.Rijk door keizer Frans I. 15 april 1815: inlijving, vanaf 1822 verlening van de titel van baron op allen. | Wapen Van Alderwerelt               |
| Alemans               | 1466-†1835   | 28 augustus 1814: benoeming in de ridderschap van Holland. | Wapen van Alemans                   |
| Alewijn               | 1569-        | 1623: verheffing in de adelstand door koning Lodewijk XIII. Vanaf 16 september 1815: verheffing of inlijving. 1885: een tak werd de titel ridder op allen verleend; deze tak is uitgestorven in 1982. | Wapen van Alewijn                   |
| Van Alphen            | 1576-†1975   | 16 september 1815: verheffing. | Wapen van Van Alphen                |
| De Heeckeren d'Anthès | 1540-        | December 1731: verheven in de adelstand door koning Lodewijk XVI van Frankrijk. 5 mei 1836: ingelijfd in de Nederlandse adel met de titel van baron op allen. |                                     |
| Van Asbeck            | 1405-        | 28 augustus 1814: erkenning als Edelen van Friesland en in ridderschap van Groningen. 1822: erkenning van de titel van baron op allen. | Wapen van Van Asbeck                |
| D'Aubremé             | 1708-†1835   | 16 juni 1826: verheffing met de titel van graaf bij eerstgeboorte en in 1835 met geadelde uitgestorven. | Wapen van D' Aubremé                |
| D'Aulnis de Bourouill | 1678-        | Maart 1644: verheffing met écuyer in Frankrijk; adeldom herbevestigd in 1677. 28 augustus 1814: erkenning in ridderschap van Groningen. 1823: erkenning van de titel van baron op allen. | Wapen van D'Aulnis de Bourouill     |
| Van Aylva             | 1450-†1827   | Oude Friese adel. Vanaf 11 april 1652: verheffing tot baron des H.R.Rijks. 28 augustus 1814: erkenning als Edele van Friesland. 1822: erkenning van de titel van baron op allen. Met geadelde in 1827 uitgestorven.                                                                                        | Wapen van Van Aylva                 |
| Lauta van Aysma       | 1511-        | 9 mei 1825: erkenning voor drie broers. | Wapen van Lauta van Aysma           |

## B
| Naam                                                    | Vermeldingen | Opmerkingen | Wapen                  |
| ------------------------------------------------------- | ------------ | --- | ---------------------- |
| Backer                                                  | 1537-        | 16 september 1815: verheffing. |                        |
| Von Balluseck                                           | 1768-        | 3 oktober 1995: inlijving. |                        |
| Van Balveren                                            | 1424-†1944   | Oude Gelderse adel. 28 augustus 1814: erkenning en benoeming in de ridderschap van Gelderland. 1822: homologatie van de titel van baron op allen. |                        |
| Bangeman Huygens                                        | 1716-†1904   | 1828: verheffing in Denemarken tot graaf de Danneskiold Löwendal. 19 juni 1830: verheffing. |                        |
| Barbaix                                                 | 1655-†1929   | 22 september 1839: verheffing met de titel van baron bij eerstgeboorte. |                        |
| Barnaart                                                | 1560-        | 25 november 1813: verheffing tot chevalier de l'Empire. 27 september 1817: verheffing. |                        |
| Van Imbyze van Batenburg                                | 1675-†1837   | 2 september 1820: verheffing. |                        |
| Baud                                                    | 1409-        | 25 september 1858: verheffing met de titel van baron bij eerstgeboorte. |                        |
| De Beaufort                                             | 1590-        | 1710: inlijving in de Rijksadelstand. 29 september 1822: inlijving; vanaf 1868: verheffing. |                        |
| Beelaerts van Blokland                                  | 1378-        | Vanaf 15 april 1815: verheffing. |                        |
| Beeldsnijder                                            | 1529-1903    | 4 mei 1828: verheffing. |                        |
| Den Beer Poortugael                                     | 1580-        | 15 januari en 13 juni 1903: verheffing. |                        |
| Van der Beken Pasteel                                   | 1588-        | 17 oktober 1822: verheffing. (Thans behorend tot de Belgische adel.) |                        |
| De Bellefroid                                           | 1609-†1877   | 21 april 1829: verheffing. (Nederlandse familie in 1877 uitgestorven; de niet aantoonbaar verwante Belgische familie De Bellefroid d'Oudoumont bloeit nog.) |                        |
| Bentinck                                                | 1343-        | Oude adel. Baronale tak: 28 augustus 1814: erkenning en benoeming in de ridderschap; 1819: erkenning van titel van baron op allen, uitgezonderd de grafelijke tak. Grafelijke tak: 9 april 1689: verheffing door koning Willem III van Engeland tot baron Cicester, viscount Woodstock, earl of Portland; 1716: verheffing tot duke of Portland; 29 december 1732: verheffing door keizer Karel VI tot graaf des H.R.Rijks; 27 januari 1813: verheffing door keizer Napoleon tot baron de l'Empire; 1822: erkenning van titel van graaf/gravin; vergunning op 22 maart 1886 door koningin Victoria tot het voeren van de titel van count op allen; 1920 en 1924: inlijving in de Nederlandse adel met de titel van graaf op allen (grafelijke tak in mannelijke lijn uitgestorven in 1968). | Bentinck               |
| Van den Berch van Heemstede / Van Benthem van den Bergh | 1519-        | 10 september 1842: verheffing (Van den Berch). Vanaf 11 mei 1898: verheffing (Van den Bergh) |                        |
| Van Beresteyn                                           | 1486-        | 1 oktober 1825: verheffing. |                        |
| Berg                                                    | 1536-        | Oude Estlandse adel. 9 mei 1825: inlijving. |                        |
| Van den Bergh                                           | 1625-        | 25 juli 1867: verheffing. |                        |
| Teding van Berkhout                                     | 1516-        | 16 april 1689: verheffing door keizer Leopold I tot ridder des H.R.Rijks. Vanaf 16 september 1815: verheffing. |                        |
| Van Bevervoorden                                        | 1608-        | 17 juni 1837: verheffing. In mannelijke lijn uitgestorven in 1987. |                        |
| De Beijer                                               | 1752-†1836   | 23 juni 1802: verheffing door keizer Frans II tot baron des H.R.Rijks. 30 juni 1820: verheffing met de titel van baron bij eerstgeboorte. |                        |
| De Beyer                                                | 1498-        | Oude Gelderse adel. 6 juni 1906: verheffing. |                        |
| Van Beyma                                               | 1511-        | 10 april en 11 november 1842: erkenning. 21 februari 1984: royement op verzoek voor Pieter Laurens van Beyma. |                        |
| Bichon Visch                                            | 1648-†1888   | 16 september 1815: verheffing. |                        |
| Bicker                                                  | 1383-        | 16 september 1815: verheffing. | -                      |
| De Bieberstein Rogalla Zawadsky                         | 1569-†1947   | 26 april 1816: benoeming in de ridderschap met titel van baron op allen. |                        |
| Van Binckhorst                                          | 1657-†1912   | 11 mei 1842: verheffing. |                        |
| Bloys van Treslong                                      | 1595-        | 16 september 1815 en 20 februari 1820: verheffing. |                        |
| Boddaert                                                | 1572-        | 14 januari 1832: verheffing. |                        |
| Von Boddien                                             | 1694-†1967   | 8 juli 1787: erkenning in de Rijskadelstand door keizer Jozef II. 9 december 1898: inlijving. |                        |
| Van Boecop                                              | 1320-†2002   | 30 november 1822 en 19 november 1824: erkenning. 18 juli en 19 november 1824: erkenning van de titel van baron |                        |
| De Boer                                                 | 1738-†1856   | 2 februari 1833: verheffing. |                        |
| Van Boetzelaer                                          | 1383-        | Oude Kleefse adel. Vanaf 14 oktober 1612: verheffing tot baron des H.R.Rijks door keizer Matthias. 28 augustus 1814: erkenning en admissie in de ridderschap. 18 juli 1819: homologatie van de titel van baron. | Wapen Van Boetzelaer   |
| Schuurbeque Boeye                                       | 1469-        | 24 maart 1842: verheffing. |                        |
| Van den Bogaerde                                        | 1542-†1974   | 26 april 1816 en 13 september 1817: benoeming in de ridderschap. 10 maart 1830: erkenning met de titel van baron bij eerstgeboorte. |                        |
| Du Bois                                                 | 1659-†1908   | 26 november 1813: verheffing tot baron de l'Empire. 14 februari 1820: verheffing met de titel van baron bij eerstgeboorte. |                        |
| De Haze Bomme                                           | 1642-†1890   | 5 augustus 1839: verheffing. |                        |
| Van Bommel                                              | 1691-†1977   | 21 augustus 1815 en 6 december 1905: verheffing. |                        |
| Von Bönninghausen                                       | 1634-        | 20 mei 1634: verheffing tot des H.R.Rijksbaron door keizer Ferdinand II. 24 februari 1816: benoeming in de ridderschap. 14 juni 1822: inlijving. |                        |
| Boogaert                                                | 1543-        | 4 december 1905 en 3 maart 1906: verheffing. |                        |
| Van der Borch                                           | 1380-        | Oude Lippische adel. 27 januari 1813: verheffing tot baron de l'Empire door keizer Napoleon. 28 augustus en 7 oktober 1814: benoeming in de ridderschap. 8 januari 1820: erkenning van de titel van baron op allen. |                        |
| Boreel                                                  | 1401-        | 1619: verheffing tot knight door koning Jacobus I van Engeland. 28 augustus 1814: benoeming in de ridderschap. 9 januari 1821: verheffing. 24 oktober 1868: inlijving. |                        |
| Borluut                                                 | 1295-†1947   | Vanaf 14 april 1816: benoeming in de ridderschap. 17 oktober 1822: erkenning. [2 mei 1847: verlening van titel van graaf.] |                        |
| Von dem Borne                                           | 1484-        | Oude Pommerse adel. 12 februari 1913: inlijving. |                        |
| Van Borssele                                            | 1441-†1917   | Vanaf 28 augustus 1814: benoeming in de ridderschap. |                        |
| Bosch                                                   | 1677-        | 10 december 1829 en 19 januari 1893: verheffing. |                        |
| Van den Bosch                                           | 1701-        | 17 juni 1835: verheffing met de titel van baron bij eerstgeboorte. 25 december 1839: verlening van de titel van graaf bij eerstgeboorte. |                        |
| Von Bose                                                | 1307-        | Oude Saksische adel. 23 mei 1715: verheffing in de Rijksgravenstand. 22 december 1903: inlijving. |                        |
| De Bounam de Ryckholt                                   | 1587-†1947   | 5 juli 1653: verheffing in de Rijksadelstand door keizer Ferdinand III. 28 december 1691: verheffing tot ridder des H.R.Rijks door keizer Leopold I. Vanaf 27 december 1822: erkenning met de titel van baron op allen. |                        |
| De Bourbon de Parme                                     | 630-         | 15 mei 1996: inlijving met de titel van prins op allen en het predicaat Koninklijke Hoogheid. |                        |
| Bourcourd                                               | 1686-†1885   | 14 april 1837: verheffing. |                        |
| Bouwens                                                 | 1593-†1900   | 28 november 1831: verheffing. |                        |
| Bowier                                                  | 1590-        | 28 augustus 1814: benoeming in de ridderschap. 5 september 1821: verheffing. |                        |
| Van Braam                                               | 1595-†1939   | 8 juli 1816: verheffing. |                        |
| Van Brakell                                             | 1440-        | Oude Gelderse adel. 27 januari 1813: benoeming tot baron de l'Empire door keizer Napoleon. Vanaf 28 augustus 1814: benoeming in de ridderschap. 18 oktober 1822 en 22 februari 1832: erkenning van de titel van baron op allen. |                        |
| Van den Brandeler                                       | 1440-        | Vanaf 16 november 1896: verheffing. |                        |
| Brantsen                                                | 1449-        | 1 mei 1824: verheffing. 24 juni 1828: verlening van de titel van baron bij eerstgeboorte. |                        |
| De Brauw                                                | 1466-        | 26 augustus 1839: verheffing. |                        |
| Van Breugel                                             | 1574-        | Vanaf 15 april 1815: verheffing. 2 juli 1826: verlening van de titel van baron bij eerstgeboorte aan de tak Van Breugel Douglas. |                        |
| Van Brienen (I)                                         | 1656-†1974   | 23 oktober 1811: verheven tot baron de l'Empire door keizer Napoleon. 9 december 1814: benoeming in de ridderschap. 12 januari 1825: verheffing met de titel van baron bij eerstgeboorte. 26 oktober 1835: erkenning van de titel van baron op allen. |                        |
| Van Brienen (II)                                        | 1595-†1889   | 13 september 1817: benoeming in de ridderschap. 27 september 1817: erkenning met de titel van baron op allen. |                        |
| Van Broeckhuysen                                        | 1394-†1887   | Oude Gelderse adel. 28 augustus 1814: benoeming in de ridderschap. 2 april 1822: erkenning van de titel van baron op allen. | Wapen Van Broeckhuysen |
| Van Bronkhorst                                          | 1674-†1923   | 4 augustus 1849: verheffing. | Wapen Van Bronkhorst   |
| Van der Brugghen                                        | 1579-        | 8 augustus 1653: adeldom bevestigd door keizer Ferdinand III. 15 april 1815: verheffing. 15 augustus 1980: inlijving. |                        |
| Von Bülow                                               | 1229-†1997   | Oude Mecklenburgse adel. 20 augustus 1841: inlijving. |                        |
| Van Bunge                                               | 1748-        | 4 oktober 1748: verheffing in de Rijksadelstand. Vanaf 24 mei 1982: inlijving. |                        |
| Van der Burch                                           | 1354-†1873   | 8 juli 1816: verheffing. |                        |
| Van Burmania                                            | 1420-†1834   | 14 november 1520: verheffing in de Rijksadelstand door keizer Karel V. 28 augustus en 22 oktober 1814: erkenning als Edelen van Friesland. |                        |
| De Bye                                                  | 1570-        | 25 november 1813: verlening van de titel van chevalier de l'Empire bij keizerlijk decreet. 18 februari 1830: verheffing. 24 november 1842: verlening van de titel van ridder bij eerstgeboorte |                        |
| Van Bylandt                                             | 1233-        | Oude Gelderse adel. 20 februari 1590: verheffing tot vrijheer des H.R.Rijks door keizer Rudolf II. Vanaf 15 oktober 1661: verheffing tot graaf des H.R.Rijks. Vanaf 28 augustus 1814: benoeming in de ridderschap, deels met de titel van graaf op allen. Vanaf 9 oktober 1816: erkenning van de titel van graaf op allen. 28 maart 1866: inlijving met de titel van graaf op allen. |                        |

## C
| Naam                        | Vermeldingen | Opmerkingen | Wapen               |
| --------------------------- | ------------ | --- | ------------------- |
| Caan                        | 1618-†1939   | 16 september 1815 en 6 oktober 1821: verheffing. |                     |
| Calkoen                     | 1575-        | 20 februari en 24 november 1816: verheffing. 18 april 1828: verlening van de titel van baron bij eerstgeboorte. |                     |
| Van Cammingha               | 1499-        | 28 augustus 1814 en 23 december 1825: erkenning als Edele van Friesland. |                     |
| Van Capellen                | 1530-†1899   | 21 augustus 1815: inlijving. |                     |
| Van der Capellen            | 1310-        | Vanaf 28 augustus 1814: benoeming in de ridderschap. Vanaf 2 april 1822: erkenning van de titel van baron op allen. | Van der Capellen    |
| De Casembroot               | 1430-        | 15 april 1815: inlijving. 17 oktober 1838 en 8 februari 1892: erkenning. |                     |
| Changuion                   | 1562-        | 16 september 1815: verheffing. |                     |
| De Charon de Saint Germain  | 1621-†1981   | 14 mei 1822: inlijving. |                     |
| Chassé                      | 1687-†1861   | 1 juli 1810: verheffing tot baron door koning Lodewijk Napoleon en bij keizerlijk decreet van 30 juni 1811 tot baron de l'Empire. 5 augustus 1830: verheffing met de titel van baron bij eerstgeboorte.                                                            |                     |
| Du Chastel de la Howarderie | 1336-        | Oude Vlaamse adel. 1696: verheffing tot des H.R.Rijksgraaf door keizer Leopold I. 5 maart 1816: benoeming in de ridderschap met de titel van graaf. 19 oktober 1827: erkenning. (Behoort thans alleen nog tot de Belgische adel, met de titel van graaf op allen.) |                     |
| Von Chrismar                | 1649-        | 14 september 1745: verheven in de Rijksadelstand door keurvorst Maximiliaan Joseph III als rijksvicaris. 1 december 1975: inlijving. |                     |
| Van Citters                 | 1500-        | 6 oktober 1814: benoeming in de ridderschap. Vanaf 16 september 1815: verheffing. |                     |
| Clifford                    | 1549-†2000   | 16 september 1815: verheffing. 12 mei 1874: verlening van de titel van baron bij eerstgeboorte. |                     |
| Coenen                      | 1561-        | Vanaf 22 januari 1841: erkenning. |                     |
| Van Coeverden               | 1232-        | Oude Zutphense, Drentse en Overijsselse adel. 28 augustus 1814: benoeming in de ridderschap. Vanaf 1991: erkenning van de titel van baron op allen. | Wapen Van Coeverden |
| Van Collen                  | 1534-†1853   | 26 maart 1630: verheffing in de adelstand door keizer Ferdinand II. 14 oktober 1716: verheven tot ridder des H.R.Rijks door keizer Karel VI. 6 oktober 1814: benoeming in de ridderschap. 21 augustus 1815: inlijving.                                             |                     |
| Collot d'Escury             | 1562-        | 13 mei 1653: erkend te behoren tot de Franse adel door koning Lodewijk XIV. 28 augustus 1814: erkenning als Edele van Friesland. 14 januari 1816: inlijving met de titel van baron op allen.                                                                       |                     |
| De Constant Rebecque        | 1567-        | 19 oktober 1824 en 25 augustus 1846: inlijving met de titel van baron op allen. |                     |
| De Court                    | 1580-†1900   | 28 januari 1817: inlijving. |                     |
| De la Court                 | 1656-†1980   | 17 juni 1823: verheffing. |                     |
| De Crassier                 | 1539-†1949   | 5 juli 1703: verheffing tot baron des H.R.Rijks. Vanaf 26 april 1816: benoeming in de ridderschap. Vanaf 3 september 1819: erkenning van de titel van baron op allen.                                                                                              |                     |
| Creutz                      | 1450-        | Oude Zweeds-Finse adel. 2 augustus 1569: adelsbevestiging door koning Johan III van Zweden. 5 juni 1654: verheffing tot baron door koningin Christina van Zweden. 2 maart 1867: inlijving met de titel van baron op allen.                                         |                     |
| Van Wickevoort Crommelin    | 1579-†1883   | 7 januari 1877: persoonlijke verheffing in de adelstand met de titel van barones. |                     |
| Custis                      | 1619-†1882   | 13 mei 1727: verheven in de Rijksadelstand door keizer Karel VI. 15 mei 1862: inlijving. |                     |

## D
| Naam                      | Vermeldingen | Opmerkingen | Wapen |
| ------------------------- | ------------ | --- | ----- |
| Von Daehne                | 1716-†1936   | 1 juni 1792: verheffing door de rijksvicaris in de Rijksadelstand. 26 april 1822: inlijving. |       |
| Daelman                   | 1548-†1989   | 20 maart 1705: verheffing in de adelstand. 30 april 1827: erkenning. 27 oktober 1841: verlening van de titel van baron bij eerstgeboorte. (Thans Belgische adel.)                                                                                      |       |
| Dedel                     | 1524-        | 23 oktober 1811: verheffing tot baron de l'Empire. 16 september 1815: verheffing. 18 december 1844 en 10 mei 1849: verlening van de titel van baron bij eerstgeboorte.                                                                                 |       |
| Van Dedem                 | 1297-        | Oude Bentheimse adel. 1 maart 1808: benoeming tot comte de l'Empire door keizer Napoleon en 27 januari 1813: baron de l'Empire. Vanaf 28 augustus 1814: benoeming in de ridderschappen. Vanaf 7 april 1822: erkenning van de titel van baron op allen. |       |
| Van Delen                 | 1397-†1956   | 28 augustus 1814: benoeming in de ridderschap. 10 augustus 1881: erkenning van de titel van baron op allen. |       |
| Von Derfelden             | 1561-†1857   | 9 januari 1815: benoeming in de ridderschap. 20 januari 1823: verlening van de titel van baron bij eerstgeboorte. |       |
| Deutz van Assendelft      | 1546-†1913   | 28 augustus 1814: benoeming in de ridderschap. |       |
| Von Devivere              | 1625-        | 1 juli 1792: verheffing met de titel van ridder op allen. 17 juli 1999: inlijving met de titel van ridder (op alle mannelijke afstammelingen) |       |
| Dibbets                   | 1663-        | 27 november 1835: verheffing met de titel van baron bij eerstgeboorte. |       |
| Van Gronsfeld Diepenbrock | 1326-†1827   | Oude Gelderse, daarna Kleefse adel. 5 oktober 1652: verheffing tot baron des H.R.Rijks. 22 juli 1719: verheffing tot graaf des H.R.Rijks. 27 januari 1813: baron de l'Empire. 28 augustus 1814: benoeming met de titel van graaf op allen.             |       |
| Diert                     | 1500-†1902   | 21 augustus 1815: verheffing. 28 juni 1817: benoeming in de ridderschap. 27 september 1817: verlening van de titel van baron bij eerstgeboorte. |       |
| Dittlinger                | 1486-†1978   | 21 december 1900: verheffing. |       |
| Van der Does              | 1507-        | vanaf 28 augustus 1815: verheffing. |       |
| Dommer van Poldersveldt   | 1541-†1991   | 20 december 1743: verheffing in de Rijksadelstand door keizerin Maria-Theresia. 16 december 1818: inlijving. |       |
| Van Dongen                | 1562-†1830   | 28 augustus 1814: benoeming in de ridderschap. |       |
| Van Doorn (I)             | 1598-        | 6 mei 1813 door keizer Napoleon verheven tot Chevalier de l'Empire. In 1829: verheffing in de Nederlandse adel, een van de drie personen met de titel van baron bij eerstgeboorte.                                                                     |       |
| Van Doorn (II)            | 1565-        | 1880: verheffing. |       |
| Van Dopff                 | 1631-†1922   | 27 oktober 1685: verheffing in de adelstand van het H.R.Rijk. Vanaf 28 augustus 1814: benoeming in de ridderschap, vanaf 1816 verlening van de titel van baron.                                                                                        |       |
| Van Dorth                 | 1312-        | Oude Overijsselse, later Zutphense adel. 27 januari 1813: baron de l'Empire. 28 augustus 1814: benoeming in de ridderschap. 17 juli 1822: erkenning van de titel van baron op allen.                                                                   |       |
| Druyvesteyn               | 1577-†1960   | 20 februari 1816: verheffing. |       |
| Dumonceau                 | 1637-        | 24 maart 1820: verheffing met de titel van graaf, in 1874 verlening op allen. |       |
| Van der Dussen            | 1476-†1909   | 27 januari 1813: baron de l'Empire. 28 augustus 1814: benoeming in de ridderschap. 16 september 1815: verheffing. |       |
| Van der Duyn              | 1205-†1969   | 28 augustus 1814: benoeming in de ridderschap. 1815: verlening van de titel van graaf bij eerstgeboorte. 26 februari 1822: verlening van de titel van baron voor de overigen. 12 mei 1874: verlening van de titel van graaf op allen.                  |       |

## E
| Naam                      | Vermeldingen | Opmerkingen                                                                                                | Wapen |
| ------------------------- | ------------ | --- | ----- |
| Van Echten                | 1262-†1818   | 28 augustus 1814: benoeming in de ridderschap van Overijssel                                               |       |
| Van Eck                   | 1504-        | 28 augustus 1814: benoeming in de ridderschap van Gelderland; 1822: erkenning van de titel van baron.      |       |
| Van Harencarspel Eckhardt | 1663-†1936   | 5 november 1825: verheffing.                                                                               |       |
| Eekhout                   | 1545-        | 15 november 1905: verheffing.                                                                              |       |
| Elias                     | 1446-        | Vanaf 16 september 1815: verheffing.                                                                       |       |
| Elout                     | [1561]-†1939 | 14 maart 1854: verheffing                                                                                  |       |
| Rammelman Elsevier        | 1565-†1980   | 25 mei 1829: verheffing.                                                                                   |       |
| Engelen                   | 1467-†1966   | 20 februari 1816: verheffing; 23 december 1825: benoeming in de ridderschap.                               |       |
| Van Erp                   | 1603-†1903   | Vanaf 16 februari 1816: benoeming in de ridderschap met titel van baron.                                   |       |
| Van Ertborn               | 1605-†1932   | Vanaf 13 maart 1816: benoeming in de ridderschap met titel van baron bij eerstgeboorte en overigen ridder. |       |
| Everts (I)                | 1599-†1974   | 9 januari 1821: verheffing.                                                                                |       |
| Everts (II)               | 1646-†1923   | 12 februari 1821: verheffing.                                                                              |       |
| Van Eys                   | 1614-        | 20 februari 1816: verheffing.                                                                              |       |
| Van Eysinga               | 1492-        | 28 augustus 1814 en 23 december 1825: benoeming in de ridderschap van Friesland.                           |       |

## F
| Naam                           | Vermeldingen | Opmerkingen | Wapen                 |
| ------------------------------ | ------------ | --- | --------------------- |
| Fabricius                      | 1543-†1928   | 24 februari 1828 en 2 juli 1842: verheffing. |                       |
| Fagel                          | 1540-†1940   | 5 oktober 1703: verheffing tot des H.R.Rijksbaron. 28 augustus 1814: benoeming in de ridderschap. 16 september 1815: verlening van de titel van baron.                             | Familiewapen Fagel    |
| Falck                          | 1499-        | Vanaf 20 september 1521: verheffing. 8 juli 1816: erkenning. |                       |
| Feith                          | 1462-        | Vanaf 21 januari 1901: verheffing. |                       |
| Van der Feltz                  | 1368-        | 20 augustus 1867: verheffing. Vanaf 21 januari 1882: inlijving met de titel van baron op allen.                                                                                    |                       |
| Festetics de Tolna             | 1558-        | 25 november 1625: verheffing. Vanaf 1766: verheffing tot graaf. 21 juni 1911: verheffing tot vorst bij eerstgeboorte. 17 mei 1973: inlijving met de titel van graaf op allen.      |                       |
| De Ficquelmont                 | 1386-†1991   | 20 april 1816: benoeming in de ridderschap. 16 juli 1822: erkenning van de titel van graaf bij eerstgeboorte.                                                                      |                       |
| Filz von Reiterdank            | [1688]-      | 7 augustus 1879: verheffing in de Oostenrijkse adel met de titel van Edler. 4 mei 1984: inlijving.                                                                                 |                       |
| Von Fisenne                    | 1480-        | 18 juli 1701: verheffing in de rijksadelstand. 13 september 1866: inlijving. | Wapen van Von Fisenne |
| Flugi van Aspermont            | 1624-        | 23 januari 1841: inlijving. |                       |
| Van Foreest                    | 1250-        | Vanaf 7 oktober 1814: benoeming in de ridderschap. | Wapen van Van Foreest |
| De Formanoir                   | 1492-†1847   | 5 maart 1816: benoeming in de ridderschap. 26 april 1823: erkenning. |                       |
| Forstner van Dambenoy          | 1550-†1931   | 1623: adelsbevestiging. 1827: erkenning met de titel van Freiherr. 4 maart 1828: inlijving met de titel van baron bij eerstgeboorte (1850: gewijzigd in titel van baron op allen). |                       |
| Van der Fosse                  | 1652-†1879   | 1764: adelsbevestiging. 14 april 1816: benoeming in de ridderschap met de titel van burggraaf.                                                                                     |                       |
| De Fourneau                    | 1450-†1924   | 1620: adelsverheffing met de persoonlijke titel van ridder. 14 april 1816: benoemd in de ridderschap met de titel van graaf bij eerstgeboorte en baron voor de overigen.           |                       |
| Von Franckenberg en Proschlitz | 1283-†1943   | 12 februari 1880: inlijving. |                       |
| Van Fridagh                    | 1372-†1959   | Vanaf 2 maart 1822: inlijving met de titel van baron op allen. |                       |

## G
| Naam                             | Vermeldingen | Opmerkingen | Wapen |
| -------------------------------- | ------------ | --- | ----- |
| Gansneb genaamd Tengnagel        | 1460-†1932   | 28 augustus 1814: benoeming in de ridderschap. 26 april 1822: erkenning van de titel van baron op allen. |       |
| De Gavre                         | 1114-†1832   | 28 augustus 1814: benoeming in de ridderschap met de titel van prins bij eerstgeboorte, de oudste zoon markies, de overigen graaf.                                                                                            |       |
| Van Geen                         | 1699-        | 22 maart 1831: verheffing met de titel van baron bij eerstgeboorte. |       |
| De Geer                          | 1393-        | 28 augustus 1814: benoeming in de ridderschap. 13 juli 1815: inlijving. 11 juni 1822 en 22 februari 1867: verlening van de titel van baron bij eerstgeboorte.                                                                 |       |
| De Geloes                        | 1372-        | Vanaf 28 augustus 1814: benoeming in de ridderschap met de titel van graaf op allen. |       |
| Gericke                          | 1623-        | 7 februari 1833: verheffing. 25 augustus 1846: verlening van de titel van baron bij eerstgeboorte, op 12 mei 1874 op allen.                                                                                                   |       |
| Van Gesseler                     | 1565-†1908   | 27 december 1817: verheffing. |       |
| Von Geusau                       | 1507-        | Vanaf 8 juli 1816: inlijving. 8 mei 1842: benoeming in de ridderschap. 16 juni 1890: verlening van de titel van baron bij eerstgeboorte.                                                                                      |       |
| Gevaerts                         | [1551]-      | Vanaf 16 september 1815: verheffing. |       |
| Gevers                           | [1550]-      | Vanaf 16 september 1815: verheffing. |       |
| Von Ghyczy                       | [1543]-      | 4 december 1986: inlijving. |       |
| De Girard de Mielet van Coehoorn | 1355-2000    | 6 april 1821: inlijving, gevolgd op 11 april 1822 door verlening van de titel van baron bij eerstgeboorte. |       |
| Gockinga                         | 1492-        | 27 december 1817 en 27 juli 1906: verheffing. |       |
| Von Goedecke                     | 1638-†1885   | 13 september 1817: inlijving. |       |
| De Goër de Herve                 | 1525-†1901   | 5 maart 1816: benoeming in de ridderschap met de titel van baron op allen. 15 augustus 1822: erkenning met de titel van baron op allen.                                                                                       |       |
| Van der Goes                     | 1490-        | Vanaf 28 augustus 1814: benoeming in de ridderschap. 3 maart 1821: verlening van de titel van baron bij eerstgeboorte, gevolgd door verlening op allen op 12 mei 1874. Vanaf 2 oktober 1825 tot 12 februari 1930: verheffing. |       |
| Goldberg                         | 1711-†1903   | 19 maart 1818: verheffing. |       |
| Goldman                          | 1765-        | 19 november 1838: verheffing. |       |
| Goll van Franckenstein           | 1540-†1904   | 13 december 1818: inlijving. |       |
| Van Goltstein                    | 1470-†1934   | Vanaf 28 augustus 1814: benoeming in de ridderschap. 15 maart 1817: erkenning. Vanaf 1 april 1820: erkenning van de titel van baron.                                                                                          |       |
| Van der Goltz                    | 1513-†1863   | Vanaf 28 augustus 1814: erkenning met de titel van graaf op allen. |       |
| Graafland                        | 1553-        | Van 16 september 1815 tot 9 februari 1909: verheffing. |       |
| De Graeff                        | 1539-        | 10 maart 1885: verheffing. |       |
| De Graillet                      | 1635-†1876   | 21 oktober 1822: erkenning met de titel van baron bij eerstgeboorte. |       |
| Graswinckel                      | 1541-        | 21 juli 1908: verheffing. |       |
| Le Grelle                        | 1586-        | 31 juli 1822: erkenning. |       |
| Greven                           | 1546-        | 7 juli 1909: verheffing. |       |
| De Grez                          | 1627-†1910   | 11 september 1841: verheffing. 2 december 1880 en 27 november 1881: inlijving. |       |
| Groeninx van Zoelen              | 1534-        | 16 september 1815: verheffing met op 29 mei 1832 verlening van de titel van baron bij eerstgeboorte. |       |
| Cornets de Groot                 | 1485-†1995   | 22 maart 1843 en 7 maart 1892: verheffing. |       |
| Van Grotenhuis van Onstein       | 1445-        | 28 maart 1815: benoeming in de ridderschap. |       |
| Sirtema van Grovestins           | 1452-        | Vanaf 28 augustus 1814: erkenning. 5 april 1819 en 21 oktober 1835: erkenning van de titel van baron op allen. |       |
| Polman Gruys                     | 1535-†1932   | Vanaf 28 augustus 1814: benoeming in de ridderschap. |       |
| Gülcher                          | 1611-†1858   | 24 november 1816: verheffing |       |
| De Gijselaar                     | 1510-†1953   | 29 augustus 1822 en 9 maart 1835: verheffing, de eerste in 1842 met verlening van de titel van baron bij eerstgeboorte. |       |

## H
| Naam                         | Vermeldingen | Opmerkingen | Wapen                 |
| ---------------------------- | ------------ | --- | --------------------- |
| Hacfort                      | 1436-†1939   | 28 augustus 1814: benoeming in de ridderschap met in 1822 erkenning van de titel van baron. |                       |
| Van Haeften (I)              | 1415-†1881   | 17 oktober 1822: erkenning met de titel van baron. |                       |
| Van Haeften (II)             | 1531-        | 6 september 1844: verheffing. |                       |
| Van Haersolte                | [1433]-      | 28 augustus en 17 september 1814: benoeming in de ridderschap met in 1819 erkenning van de titel van baron. |                       |
| Half-Wassenaer               | 1494-†1892   | 28 augustus 1814: benoeming in de ridderschap. |                       |
| Van Hall                     | 1633-†1866   | 1 april 1856: verheffing met verlening van de titel van baron bij eerstgeboorte. |                       |
| Van Hambroick                | 1418-†1822   | 28 augustus 1814: benoeming in de ridderschap. |                       |
| Versélewel de Witt Hamer     | 1568-        | 1 juli 1982: inlijving. |                       |
| Van Thije Hannes             | 1598-†1940   | 3 maart 1830: verheffing. |                       |
| Van Hardenbroek              | 1332-        | Vanaf 28 augustus 1814: benoeming in de ridderschap met in 1822 erkenning van de titel van baron op allen. |                       |
| Van Haren                    | 1397-†1850   | 28 augustus 1814: erkenning met in 1822 erkenning van de titel van baron. |                       |
| Van Harinxma thoe Slooten    | 1422-        | Vanaf 28 augustus 1814: benoeming in de ridderschap met in 1822 erkenning van de titel van baron. |                       |
| Hartsen                      | 1605-†1972   | 14 augustus 1841: verheffing, in 1844 omgezet in inlijving. |                       |
| Van Heeckeren                | 1420-        | 28 augustus 1814: benoeming in de ridderschap met in 1819 erkenning van de titel van baron. | Heeckeren wapen       |
| Van Heemskerck               | 1420-        | 15 april 1815: verheffing. |                       |
| Van Heemstra                 | 1492-        | Vanaf 28 augustus 1814: erkenning met in 1826 erkenning van de titel van baron. |                       |
| Van Heerdt                   | 1386-        | 28 augustus 1814: benoeming in de ridderschap, met in 1815 verlening van de titel van graaf bij eerstgeboorte en in 1822 erkenning van de titel van baron voor de overigen.                                                   |                       |
| Van Hees                     | 1620-†1830   | 1 januari 1824: verheffing. |                       |
| Van Heiden                   | 1316-        | 28 augustus 1814: benoeming in de ridderschap met in 1816 erkenning van de titel van baron. 24 juni 1920 en 23 januari 1925: inlijving van leden met de naam Von Heyden.                                                      |                       |
| Van Heilmann van Stoutenburg | 1694-†1916   | 9 januari 1820: inlijving met de titel van baron bij eerstgeboorte. |                       |
| Van der Heim                 | 1648-†1898   | 16 september 1815: verheffing. 16 maart 1841: homologatie van de titel van ridder bij eerstgeboorte, in 1862 omgezet in die van baron.                                                                                        |                       |
| Von Helbig                   | 1711-†1896   | 24 november 1842: inlijving. |                       |
| Heldewier                    | 1554-†1907   | 3 augustus 1835: verheffing. |                       |
| Van Hemert tot Dingshof      | 1407-        | 7 september 1814: benoeming in de ridderschap, met in 1819 verlening van de titel van baron op allen. |                       |
| Junius van Hemert            | 1577-?       | 1 januari 1843: verheffing. |                       |
| De Hemricourt de Grunne      | 1512-        | 20 februari 1816: benoeming in de ridderschap met de titel van graaf op allen. |                       |
| De Hemricourt de Ramioulle   | 1611-        | 5 maart 1816: benoeming in de ridderschap met de titel van graaf op allen. |                       |
| Von Hertzberg                | [1460]-      | 8 april 1980: inlijving |                       |
| Van Herzeele                 | 1531-†1960   | 16 december 1818: verheffing, met in 1829 verlening van de titel van baron bij eerstgeboorte. |                       |
| Hesselt van Dinter           | 1484-        | 16 februari 1816: benoeming in de ridderschap. |                       |
| De Haan Hettema              | 1609-        | 28 maart 1815 en 23 december 1825: erkenning. |                       |
| Van Heurn                    | 1515-        | 13 januari 1900: verheffing. |                       |
| De Heusch                    | 1376-        | Vanaf 16 februari 1816: benoeming in de ridderschap met de titel van baron op allen. |                       |
| Van der Heyden               | 1556-        | 14 januari 1815: benoeming in de ridderschap, met in 1822 verlening van de titel van baron op allen. |                       |
| De Hochepied                 | 1575-†2004   | 12 februari 1822 en 3 december 1829: inlijving, in 1829 met de titel van graaf op allen. |                       |
| Van Hoensbroeck              | 1365-        | 16 februari 1816 en 8 mei 1842: benoeming in de ridderschap, de laatste met homologatie van de titel van graaf op allen. | Van Hoensbroeck wapen |
| Hoeufft                      | 1431-        | 15 april 1815 en 22 augustus 1842: verheffing. |                       |
| Van Hövell                   | 1374-        | 28 augustus en 7 oktober 1814: benoeming in de ridderschap, met in 1819 erkenning van de titel van baron op allen. |                       |
| Van der Hoeven               | 1633-?       | 16 september 1815: verheffing. |                       |
| Van Hogendorp                | 1559-        | Vanaf 28 augustus : benoeming in de ridderschap met homologatie van de titel van graaf. 25 oktober 1867: verlening van de titel van baron bij eerstgeboorte voor een tak van het geslacht, in 1868 omgezet in baron op allen. |                       |
| Hogguer                      | 1539-†1967   | 16 september 1815: verheffing. 11 maart 1847: inlijving met de titel van baron op allen. |                       |
| Holmberg de Beckfelt         | [1565]-†1969 | 31 december 1838: verheffing. |                       |
| Van Holthe                   | 1404-        | 28 augustus 1814 en 20 februari 1816: benoeming in de ridderschap van Drenthe voor drie broers. |                       |
| Von Hompesch-Rürich          | 1384-†1932   | 15 juli 1868: inlijving met de titel van graaf op allen. |                       |
| Hooft                        | 1553-        | Van 16 september 1815 tot 15 augustus 1842: verheffing. |                       |
| Van Hoorn                    | 1621-        | 28 augustus 1814: erkenning. |                       |
| Hope                         | 1588-†1821   | 16 september 1815: verheffing. |                       |
| Hovy                         | 1674-†1920   | 12 maart 1842: verheffing. |                       |
| De Hoyos                     | 1715-†1847   | 26 april 1816: benoeming in de ridderschap. |                       |
| Van Hugenpoth                | [1528]-†1990 | 28 augustus 1814: benoeming in de ridderschap. Van 14 april 1822 tot 28 januari 1838: erkenning van de titel van baron op allen.                                                                                              |                       |
| Snouck Hurgronje             | 1620-        | Van 10 december 1843 tot 13 december 1921: verheffing. |                       |
| Huydecoper                   | [1541]-      | 28 augustus 1814: benoeming in de ridderschap. | Wapen van Huydecoper  |
| Huyghens                     | 1438-†1861   | 24 november 1816: verheffing. |                       |
| Huyssen van Kattendijke      | 1549-        | 28 augustus 1814: erkenning. 16 oktober 1827: verlening van de titel van baron bij eerstgeboorte. 11 maart 1828: homologatie van de titel van ridder voor de overigen.                                                        |                       |

## I
| Naam                         | Vermeldingen | Opmerkingen | Wapen |
| ---------------------------- | ------------ | --- | ----- |
| Van Iddekinge                | 1590-        | 20 februari 1816 en 27 december 1817: verheffing.                                                                |       |
| Von Ilsemann                 | 1602-        | 1995: inlijving.                                                                                                 |       |
| Van Imhoff                   | 1292-        | 28 augustus 1814: benoeming in de ridderschap. 10 augustus 1822: erkenning van de titel van baron op allen.      |       |
| Van Ingen                    | 1413-†2000   | Van 20 februari 1816 tot 5 november 1921: verheffing.                                                            |       |
| Von Innhausen und Kniphausen | 1409-†1884   | 28 augustus 1814: benoeming in de ridderschap. 13 oktober 1819: erkenning van de titel van baron op allen.       |       |
| D'Isendoorn à Blois          | 1265-†1865   | 28 augustus 1814: benoeming in de ridderschap. 20 augustus 1822: erkenning van de titel van baron op allen.      |       |
| Van Isselmuden               | 1381-        | 28 augustus 1814: benoeming in de ridderschap.7 april 1822: erkenning van de titel van baron op allen.           |       |
| Van Ittersum                 | 1380-        | 28 augustus 1814: benoeming in de ridderschap.Vanaf 18 december 1819: erkenning van de titel van baron op allen. |       |

## J
| Naam                     | Vermeldingen | Opmerkingen                                                                  | Wapen |
| ------------------------ | ------------ | ---------------------------------------------------------------------------- | ----- |
| Jankovich de Jeszenice   | 1686-        | 12 november 1976: inlijving.                                                 |       |
| Janssens                 | 1720-†1970   | 24 november 1816: verheffing.                                                |       |
| Jantzon van Erffrenten   | 1608-†1890   | 16 augustus 1835: verheffing.                                                |       |
| Jarges                   | 1388-†1846   | 28 augustus 1814: benoeming in de ridderschap.                               |       |
| De Jong van Beek en Donk | 1640-        | 30 juni 1831: verheffing.                                                    |       |
| De Jonge                 | 1474-        | 28 augustus 1814: erkenning. Van 9 januari 1821 tot 13 mei 1884: verheffing. |       |
| Just de la Paisières     | [1680]-      | 28 juni 1909 en 21 maart 1910: inlijving.                                    |       |

## K
| Naam                      | Vermeldingen | Opmerkingen | Wapen |
| ------------------------- | ------------ | --- | ----- |
| Van Karnebeek             | 1423-        | 6 december 1847: verheffing. |       |
| Van Andringa de Kempenaer | 1422-        | 24 november 1816 en 5 februari 1861: verheffing. 23 december 1825: benoeming in de ridderschap. |       |
| Kemper                    | [1650]-      | 16 september 1815: verheffing. |       |
| Kenessey de Kenese        | 1619-        | 8 juli 1991: inlijving. |       |
| Van Keppel                | 1400-        | 28 augustus 1814: benoeming in de ridderschap. 3 februari 1875: erkenning van de titel van baron. De Nederlandse adellijke familie van Keppel is in Nederland in 1977 uitgestorven. Begin jaren 90, 20ste eeuw, leefden er in de VS nog nazaten van de tak Woolbeek. |       |
| Kerens                    | 1628-†1920   | Vanaf 20 november 1816: benoeming in de ridderschap. 3 maart 1821: verheffing. |       |
| De Keverberg              | 1422-†1921   | 16 februari 1816: benoeming in de ridderschap met de titel van baron op allen. |       |
| Van Kinsbergen            | 1681-†1819   | 28 augustus 1814: benoeming in de ridderschap. |       |
| Van Kinschot              | 1446-        | 25 januari 1848: inlijving. |       |
| Klerck                    | 1564-†1926   | 22 december 1831: verheffing. 19 mei 1890: verlening van de titel van baron op allen. |       |
| Van Knobelsdorff          | 1388-        | 18 april 1837: inlijving met de titel van baron op allen. |       |
| De Kock                   | 1607-        | 10 januari 1835: verheffing met de titel van baron bij eerstgeboorte. 3 mei 1881: verlening aan een tak van de titel van baron op allen. |       |
| Krayenhoff                | 1616-        | 16 september 1815: verheffing met de titel van baron bij eerstgeboorte. |       |
| Van Kretschmar            | 1569-        | 28 augustus 1814: benoeming in de ridderschap. 11 februari 1826: inlijving. |       |
| De Kuijper                | 1623-        | 4 juli 1829: verheffing. |       |

## L
| Naam                       | Vermeldingen | Opmerkingen | Wapen                         |
| -------------------------- | ------------ | --- | ----------------------------- |
| Van Laer                   | 1434-†1877   | Oude Overijsselse adel. 1 oktober 1832: erkenning met de titel van baron(es). Uitgestorven in 1877. | Wapen Van Laer                |
| De Lamberts de Cortenbach  | 1672-†1872   | 20 mei 1686: verheffing door keizer Leopold I tot des H.R.Rijksridder. Vanaf 16 februari 1816: benoeming in ridderschappen. 21 oktober 1861: erkenning in de Belgische adel van de titel van baron. |                               |
| Lampsins                   | 1560-†1848   | 25 mei 1653: verheffing door koning Lodewijk XVI tot Baron van Tabago. 28 augustus 1814: erkenning als Edele van Zeeland. 1815: homologatie van titel van baron. 9 januari 1845: royement voor laatste afstammeling. |                               |
| Van Lamsweerde             | [1514]-      | 27 januari 1813: verheffing door keizer Napoleon tot baron de l'Empire. 28 augustus 1814: benoeming in de ridderschap; 1817: erkenning van titel van baron. |                               |
| De Lange                   | 1694-        | 21 juli 1752: verheffing door koning Frederik V van Denemarken. Vanaf 21 mei 1996: inlijving in de Nederlandse adel. |                               |
| De Lannoy                  | 1548-        | 20 februari 1820: verheffing. |                               |
| De Larrey                  | 1560-†1848   | 22 en 24 november 1823: inlijving met de titel van graaf op allen. |                               |
| Van Lawick                 | 1465-        | Oude adel uit de Over-Betuwe. Vanaf 29 juli 1893: erkenning; vanaf 27 november 1897: erkenning van de titel van baron(es). |                               |
| Van der Lely van Oudewater | 1594-†1885   | 21 augustus 1815: verheffing. |                               |
| De Lenarts d'Ingenop       | 1654-†1907   | 26 april 1816: benoeming in de ridderschap. |                               |
| Van Lennep                 | 1523-        | 24 oktober 1813: verheffing door keizer Napoleon tot baron de l'Empire. Vanaf 8 mei 1822: verheffing. |                               |
| Lewe                       | 1352-        | Vanaf 28 augustus 1814: benoeming in de ridderschap; vanaf 1831: erkenning van titel van baron. |                               |
| Van Leyden                 | 1489-†1821   | 4 april 1548: verheffing door keizer Karel V tot des H.R.Rijksbaron. 10 november 1732: verheffing door keizer Karel VI tot des H.R.Rijksgraaf. 28 augustus 1814: benoeming in de ridderschap. Met geadelde in 1821 uitgestorven. |                               |
| Leyssius                   | 1576-        | 10 februari 1842: verheffing. |                               |
| Van Lidth de Jeude         | [1541]-      | Vanaf 22 november 1911: verheffing in de Nederlandse adel. 26 maart 1856: erkenning te behoren tot de Belgische adel. |                               |
| De Liedel                  | 1640-†1852   | 4 april 1764: brieven van ridderschap Frankfurt. 2 januari 1814: verheffing door keizer Napoleon tot baron de l'Empire. 16 februari 1816: benoeming ridderschap; 1822: verlening van de titel van baron. |                               |
| Van Limburg Stirum         | 1079-        | Oude Rijnlandse adel. 17 maart 1679: verlening door keizer Leopold I van het predicaat "Hoch- und Wohlgeboren". 27 januari 1813: verlening door keizer Napoleon van titel van baron de l'Empire. Vanaf 28 augustus 1814: benoeming in de ridderschap en homologatie van de titel van graaf. | Wapen van Van Limburg Stirum  |
| Lochmann van Köningsfeldt  | [1650]-†1999 | 27 maart 1839: inlijving. |                               |
| Van Lockhorst              | 1569-†1921   | 5 maart 1816: verheffing en 1828 verlening van de titel van ridder bij eerstgeboorte. |                               |
| De Loë                     | 1359-        | 28 augustus 1814 en 16 februari 1816: benoeming in de ridderschap, de laatste met homologatie van de titel van baron. |                               |
| De Savornin Lohman         | 1580-        | 27 december 1817: verheffing. |                               |
| Van Loon                   | 1416-        | 16 september 1816 en 2 juni 1822: verheffing. | Wapen van Van Loon            |
| Loudon                     | 1751-        | 18 februari 1884: verheffing. |                               |
| Lycklama à Nijeholt        | 1510-†1917   | 20 december 1817: verheffing. 23 december 1825: benoeming in de ridderschap. | Wapen van Lycklama à Nijeholt |
| Van Lynden                 | 1307-        | 28 augustus, 7 oktober 1814 en 23 december 1825: benoeming in de ridderschap. 25 december 1818: verlening van de titel van graaf bij eerstgeboorte, in 1819 voor die tak met verlening van de titel van baron voor de overigen. Vanaf 19 mei 1839: erkenning van de titel van baron op allen. 12 mei 1874: verlening voor een tak van de titel van graaf bij eerstgeboorte. 24 augustus 1882: verlening van de titel van graaf op allen voor de tak Van Lynden van Sandenburg. | Wapen van Lynden              |

## M
| Naam                        | Vermeldingen | Opmerkingen | Wapen            |
| --------------------------- | ------------ | --- | ---------------- |
| De Macar                    | 1580-        | 22 september 1839: verheffing met de titel van baron.                                                                                                |                  |
| Rethaan Macaré              | 1567-†1960   | 4 oktober 1844: verheffing. |                  |
| Mackay                      | [1263]-      | Vanaf 16 september 1816: verheffing. Vanaf 4 juni 1822: verlening / homologatie van de titel van baron.                                              | Wapen van Mackay |
| De Maere                    | 1386-†1860   | 7 augustus 1842: verheffing. |                  |
| Van der Maesen de Sombreff  | 1554-        | 16 februari 1816: benoeming in de ridderschap. |                  |
| Von Maltzahn                | 1256-        | 16 maart 1981: inlijving met de titel van baron op allen.                                                                                            |                  |
| De Marchant et d'Ansembourg | 1431-        | 28 augustus 1814: benoeming in de ridderschap met homologatie van de titel van graaf op allen.                                                       |                  |
| Von Martels                 | 1632-        | 22 april 1964: inlijving. |                  |
| Martens                     | 1497-†1972   | 10 december 1829: verheffing. |                  |
| Martini                     | [1580]-      | 29 augustus 1822 en 3 januari 1844: verheffing. |                  |
| Van Massow                  | 1460-†[1909] | 22 september 1822: verheffing. 16 januari 1837: royement. 29 juni 1844: verlening van de titel van baron op allen.                                   |                  |
| De Mauregnault              | [1520]-      | Van 21 augustus 1815 tot 8 juli 1816: erkenning. |                  |
| De Maurissens               | 1565-        | 27 december 1822: erkenning met de titel van ridder bij eerstgeboorte. (Nakomelingen van de geadelde leven nog voort in de Belgische adel.)          |                  |
| May                         | 1694-†2009   | 14 mei 1882: verheffing. |                  |
| Mazel                       | [1643]-†2007 | 24 februari 1894: verheffing. |                  |
| De Meer d'Osen              | 1612-†1905   | 8 mei 1842: benoeming in de ridderschap met de titel van baron.                                                                                      |                  |
| Van der Meer de Walcheren   | [1494]-      | 3 februari 1890: verheffing. |                  |
| Van Meeuwen                 | 1605-        | 23 juli 1834: verheffing. |                  |
| Melort                      | 1654-†1898   | 28 november 1840: verheffing. |                  |
| Melvill van Carnbee         | [1661]-      | 16 september 1815: verheffing. 6 mei 1822: verlening van de titel van baron bij eerstgeboorte. 20 december 1834: verlening van de titel van barones. |                  |
| Merkes van Gendt            | 1684-†1916   | 25 augustus 1847: verheffing. |                  |
| Van Merlen                  | 1529-†1990   | 12 juni 1836: verheffing. |                  |
| De Mey                      | [1566]-      | 14 juni 1826: verheffing. 16 juni 1826: verlening van de titel van baron bij eerstgeboorte.                                                          |                  |
| Meijer                      | 1530-        | 17 juni 1842: verheffing. |                  |
| Michiels                    | 1623-        | Vanaf 17 oktober 1822: verheffing met de titel van baron bij eerstgeboorte. 1 oktober 1825: verlening van de titel van baron bij eerstgeboorte.      |                  |
| Van Middachten              | [1335]-†1901 | 28 augustus 1814: benoeming in de ridderschap. |                  |
| Van der Mieden              | 1608-        | 14 juni 1902: verheffing. |                  |
| De Milly                    | 1727-        | 30 maart 1840: verheffing. |                  |
| Mock                        | 1667-        | 4 februari 1822: verheffing. |                  |
| Mollerus                    | 1576-        | 24 november 1816: verheffing. Van 21 december 1840 tot 1 januari 1843: verlening van de titel van baron bij eerstgeboorte.                           |                  |
| Van der Muelen              | 1547-†1942   | 3 oktober 1913: verheffing. |                  |
| Von Mühlen                  | 1588-        | 18 april 1828: inlijving. |                  |
| Mulert                      | 1343-†1994   | 28 augustus 1814: benoeming in de ridderschap. 5 en 7 juli 1822, 22 september 1882: erkenning van/met de titel van baron op allen.                   |                  |
| Munter                      | [1570]-†1861 | 16 september 1815: verheffing. |                  |
| De Muralt                   | 1182-        | 12 november 1840: inlijving. |                  |

## N
| Naam                             | Vermeldingen | Opmerkingen | Wapen                |
| -------------------------------- | ------------ | --- | -------------------- |
| Van Naerssen                     | 1351-†1997   | 20 december 1900: verheffing. |                      |
| Van Nagell                       | 1385-2019    | 28 augustus 1814: benoeming in de ridderschap. 25 mei 1822: erkenning van de titel van baron.                                                               | Wapen van Van Nagell |
| Nahuys                           | 1618-        | Van 27 maart 1835 tot 27 juli 1886: inlijving. 25 juni 1842: aan twee leden verlening vande titel van baron bij eerstgeboorte.                              |                      |
| Van Nassau la Lecq               | 1602-†1824   | 28 augustus 1814: benoeming in de ridderschap met homologatie van de titel van graaf op allen.                                                              |                      |
| De Negri                         | 1647-†1934   | 1 juli 1816: benoeming in de ridderschap met de titel van baron.                                                                                            |                      |
| Nepveu                           | 1677-†1904   | 27 juli 1849: verheffing met de titel van baron. |                      |
| Van Neukirchen genaamd Nyvenheim | 1535-†1940   | 28 augustus 1814: benoeming in de ridderschap. 25 maart, 26 april 1822 en 3 december 1882: erkenning van/met de titel van baron.                            |                      |
| Van Nispen                       | 1527-        | 1 juli 1816: benoeming in de ridderschap. |                      |
| Op ten Noort                     | 1507-        | 6 april 1834 en 17 juli 1907: verheffing. |                      |
| De Norman d'Audenhove            | 1517-        | 14 april 1816: benoeming in de ridderschap met de titel van graaf bij eerstgeboorte. 13 september 1826: erkenning met de titel van graaf bij eerstgeboorte. |                      |

## O
| Naam                                | Vermeldingen | Opmerkingen | Wapen |
| ----------------------------------- | ------------ | --- | ----- |
| Von Oberndorff                      | 1244-        | 17 juli 1936: inlijving met de titel van graaf op allen.                                                           |       |
| Van Oldenbarneveld genaamd Tullingh | 1582-†1941   | 16 september 1816: verheffing.                                                                                     |       |
| Van Oldenneel                       | 1315-        | 4 augustus 1819 en 13 mei 1826: erkenning met de titel van baron op allen.                                         |       |
| Ollongren                           | 1480-        | 8 november 2002: inlijving.                                                                                        |       |
| D'Olne                              | 1646-†1891   | 16 februari 1816 en 8 mei 1842: benoeming in de ridderschap.                                                       |       |
| Van Omphal                          | 1500-†1863   | 13 november 1834: inlijving met de titel van baron op allen.                                                       |       |
| Van Oranje-Nassau van Amsberg       | (1176) 2002- | 2002: verheffing met de titel van graaf op allen en het predicaat "jonkheer van Amsberg" naast de titel van graaf. |       |
| Ortt                                | [1518]-      | 21 juli 1818: verheffing.                                                                                          |       |

## P
| Naam                                | Vermeldingen  | Opmerkingen | Wapen                  |
| ----------------------------------- | ------------- | --- | ---------------------- |
| Van Pabst                           | [1425]-       | 9 januari 1815: benoeming in de ridderschap. 9 november 1860: inlijving. 19 maart 1906: verlening van de persoonlijke titel van baron.                                              |                        |
| Van Pallandt                        | 1310-         | 28 augustus 1814: benoeming in de ridderschap. 11 juni 1818: homologatie van de titel van baron.                                                                                    | Wapen van Van Pallandt |
| Van Panhuys                         | 1437-         | Vanaf 28 augustus 1814: benoeming in de ridderschap. 15 april 1815: verheffing. 12 mei 1874: verlening van de titel van baron bij eerstgeboorte.                                    |                        |
| Paspoort                            | 1610-†1922    | 19 mei 1832: verheffing. |                        |
| Pauw                                | 1296-†2018    | 22 oktober 1847: verheffing met de titel van ridder bij eerstgeboorte. |                        |
| De Pelichy                          | [1520]-†1994  | 14 april 1816: benoeming in de ridderschap met de titel van baron bij eerstgeboorte. 6 juni 1823: erkenning gevolgd in 1826 door verlening van de titel van baron bij eerstgeboorte |                        |
| Van Pelser Berensberg               | 1465-         | 10 augustus 1822: inlijving. |                        |
| De Perponcher Sedlnitsky            | 1607-         | 28 augustus 1814: benoeming in de ridderschap. 14 juni 1822: verlening van de titel van baron bij eerstgeboorte, in 1825 gevolgd door verlening van de titel van graaf.             |                        |
| Von Pestel                          | 1551-†2000    | 7 mei 1838: inlijving. |                        |
| De Pesters                          | 1618-         | 28 augustus 1814: benoeming in de ridderschap. |                        |
| De Petersen                         | [1622]-†1914  | 21 augustus 1814: inlijving. |                        |
| Petit                               | [1590]-†1906  | 18 november 1816: inlijving. |                        |
| Pichot                              | 1680-†1969    | 31 maart 1835: verheffing. |                        |
| Van der Plaat                       | 1637-†1903    | 5 oktober 1842: verheffing. |                        |
| Van Plettenberg                     | [1540]-†1929  | 22 oktober 1814: erkenning. 8 februari 1848: homologatie van de titel van baron. |                        |
| De Plevits                          | 1660-†1873    | Vanaf 16 februari 1816: benoeming in de ridderschap met homologatie van de titel van ridder. 30 juli 1822: erkenning van de titel van baron.                                        |                        |
| Ploos van Amstel                    | 1447-         | Van 8 juli 1864 tot 9 september 1988: erkenning. |                        |
| Van de Poll                         | 1342-         | Van 16 september 1815 tot 13 mei 1889: verheffing. |                        |
| De Pollart                          | 1528-†1850    | 16 februari 1816: benoeming in de ridderschap. |                        |
| Pompe van Meerdervoort              | 1569-         | 21 juli 1818: verheffing. |                        |
| Du Pont                             | [1655-]-†1877 | 16 september 1815: verheffing met de titel van baron. |                        |
| De Posson                           | 1580-†1954    | 28 december 1822: erkenning, in 1824 gevolgd door verlening van de titel van baron.                                                                                                 |                        |
| De Preud'homme d'Hailly de Nieuport | 1347-         | Vanaf 5 maart 1816: benoeming in de ridderschap met de titel van burggraaf bij eerstgeboorte, een lid van het geslacht met de titel van markies bij eerstgeboorte.                  |                        |
| Prins                               | 1553-         | 29 april 1886 en 3 december 1889: verheffing. |                        |
| Prisse                              | [1640]-       | 13 november 2001: inlijving met de titel van baron bij eerstgeboorte. |                        |
| Van Puttkammer                      | 1275-†1873    | 19 oktober 1816: inlijving. |                        |

## Q
| Naam      | Vermeldingen | Opmerkingen | Wapen |
| --------- | ------------ | --- | ----- |
| Von Quadt | 1262-        | 7 oktober 1814 en 13 september 1817: benoeming in de ridderschap. 7 mei 1822: homologatie van de titel van graaf. |       |
| Quarles   | 1524-        | 14 oktober 1751: verheffing tot baron des H.R.Rijks. 16 september 1815: verheffing; volgens de eerste adelslijst voor de Quarles de Quarles: verlening van de titel van baron op allen (voor de tak Quarles van Ufford bestaat alleen het predicaat). |       |
| Quintus   | 1594-        | Van 27 december 1817 tot 24 november 1827: verheffing. |       |

## R
| Naam                               | Vermeldingen | Opmerkingen | Wapen        |
| ---------------------------------- | ------------ | --- | ------------ |
| Van Raab van Canstein              | [1531]-      | 23 mei 1891 en 10 januari 1895: inlijving. |              |
| Von Rade                           | 1524-†1869   | 13 oktober 1831: verheven met de titel van baron bij eerstgeboorte. |              |
| Radermacher                        | 1490-†1882   | 21 augustus 1815: verheffing. |              |
| Van Raders                         | 1592-        | 25 oktober 1835: inlijving met de titel van baron bij eerstgeboorte. |              |
| Van Raesfelt                       | 1180-†1828   | 28 augustus 1814: benoeming in de ridderschap. |              |
| De Raet (I)                        | 1481-†1825   | 28 augustus 1814: benoeming in de ridderschap. |              |
| De Raet (II)                       | [1481]-†1937 | 22 april 1843: erkenning met de titel van baron op allen. |              |
| Ram                                | 1475-†1980   | 4 juli 1835 en 8 juni 1836: verheffing. |              |
| Van Randwijck                      | 1370-        | 28 augustus 1814: benoeming in de ridderschap. 10 maart 1822: erkenning van de titel van baron. 31 maart 1822: homologatie van de titel van graaf.                                                |              |
| De Ranitz                          | [1645]-      | Van 31 december 1888 tot 24 mei 1935: verheffing. | Ranitz wapen |
| Von Ranzow                         | 1397-        | 28 december 1822 en 17 januari 1872: inlijving met de titel van graaf op allen. |              |
| Van Rappard                        | 1472-        | Van 15 april 1815 tot 1 november 1984: inlijving, voor sommigen met de titel van ridder op allen.                                                                                                 |              |
| Van Rechteren                      | 1327-        | 28 augustus 1814: benoeming in de ridderschap. 1822: homologatie van de titel van graaf op allen.                                                                                                 |              |
| Van Reede                          | 1344-        | 28 augustus 1814: benoeming in de ridderschap. 1822: erkenning van de titel van graaf en voor sommige takken van baron op allen.                                                                  |              |
| Van Reenen                         | 1595-†2006   | 5 januari 1876: verheffing. |              |
| Reigersman                         | 1548-        | 5 november 1898: verheffing. |              |
| Rendorp                            | [1535]-      | Van 16 september 1815 tot 2 april 1914: verheffing. |              |
| Van Renesse                        | [1535]-      | Van 16 september 1815 tot 2 april 1914: verheffing. |              |
| Rengers                            | 1353-        | Vanaf 28 augustus 1814: erkenning. 1822: erkenning van de titel van baron. |              |
| Van der Renne                      | 1610-        | Vanaf 27 september 1817: erkenning, vanaf 1823 met de titel van ridder. 18 oktober 1836: royement.                                                                                                |              |
| Repelaer                           | 1547-        | 28 augustus 1814: benoeming in de ridderschap. 24 november 1816: verheffing |              |
| Reuchlin                           | [1450]-      | Van 9 april 1835 tot 3 december 1880: inlijving. |              |
| Reijnst                            | [1510]-†1972 | 31 augustus 1840: verheffing. |              |
| Van Rhemen                         | 1370-†1951   | 28 augustus en 7 oktober 1814: benoeming in de ridderschap. 14 september 1819: erkenning van de titel van baron.                                                                                  |              |
| De Ridder                          | [1530]-†1860 | 24 november 1816: verheffing. |              |
| Von Riedesel d'Eisenbach           | 1294-†1910   | 28 augustus en 7 oktober 1814: benoeming in de ridderschap. 16 februari 1816 en 13 november 1819: homologatie van de titel van baron op allen.                                                    |              |
| Van Riemsdijk                      | [1576]-      | 17 juni 1841: verheffing, gevolgd op 8 mei 1842: benoeming in de ridderschap. |              |
| De Riquet de Caraman               | 1527-        | 13 september 1817: benoeming in de ridderschap van de prins de Chimay. 21 september 1824: inlijving met de titel van graaf en verlening van de titel van prins de Chimay.                         |              |
| De Rivecourt                       | 1450-†1935   | 2 januari 1827: inlijving. |              |
| Parker de Ruyter Rocher van Renais | -†1849       | 16 juni 1846: verheffing. |              |
| Rochussen                          | [1598]-†1928 | 5 januari 1876: verheffing. |              |
| Röell                              | [1594]-      | Van 16 september 1815 (7 juni 1817) tot 29 november 1892: inlijving. 8 mei 1842: benoeming in de ridderschap. 9 juli 1819 en 12 mei 1874: verlening van de titel van baron bij eerstgeboorte.     |              |
| Roest van Alkemade                 | 1553-        | 28 augustus 1814: benoeming in de ridderschap. 26 april 1816: verlening van de titel van burggraaf bij eerstgeboorte. 25 mei 1822: homologatie van de titel van baron (op allen) voor tweede tak. |              |
| Van Romondt                        | 1544-†1899   | 21 augustus 1838: verheffing. |              |
| De Roock                           | 1624-†1860   | 20 februari 1816 (30 juli 1830): verheffing. |              |
| De Rosen                           | 1520-        | 16 februari 1816: benoeming in de ridderschap homologatie van de titel van baron op allen. |              |
| Van Rosenthal                      | 1581-        | 21 september 1834 en 27 februari 1843: inlijving met de titel van ridder op alle mannelijke afstammelingen.                                                                                       |              |
| De Rotte                           | 1541-        | 28 augustus 1814: erkenning, gevolgd door 23 december 1825: benoeming in de ridderschap. |              |
| Van Rouwenoort                     | 1396-†1874   | 28 augustus 1814: benoeming in de ridderschap. |              |
| De Roy                             | 1637-        | Van 31 december 1825 tot 13 oktober 1913: verheffing. 14 juli 1839: verlening van de titel van baron bij eerstgeboorte.                                                                           |              |
| Rutgers van Rozenburg              | 1490-        | 24 november 1816: inlijving. |              |
| Ruijs                              | 1512--†1999  | 16 februari 1816 en 8 mei 1842: benoeming in de ridderschap. |              |
| Ruysch                             | 1470-†1859   | 21 augustus 1815: inlijving. |              |
| Ruyssenaers                        | 1494-†1966   | 20 januari 1904: verheffing. |              |
| Van Rijckevorsel                   | 1523-        | Van 15 september 1829 tot 23 maart 1936: verheffing. 1 mei 1841 en 15 september 1842: verlening van de titel van baron bij eerstgeboorte.                                                         |              |

## S
| Naam                                 | Vermeldingen | Opmerkingen | Wapen                                  |
| ------------------------------------ | ------------ | --- | -------------------------------------- |
| De Salis                             | 1285-†1900   | 15 april 1815: inlijving, met op 14 juni 1822 verlening van de titel van baron bij eerstgeboorte. |                                        |
| Salvador                             | [1600]-†1975 | 23 november 1821: verheffing. |                                        |
| De Salve de Bruneton                 | 1500-†1891   | 24 december 1822: inlijving |                                        |
| Sandberg                             | 1631-        | 8 juli 1816: verheffing, gevolgd op 8 mei 1841 door de verlening van de titel van baron bij eerstgeboorte. |                                        |
| Van den Santheuvel                   | 1530-†1964   | Vanaf 16 september 1815: verheffing. 8 mei 1842: benoeming in de ridderschap. |                                        |
| Van Sasse van Ysselt                 | 1438-        | 28 augustus 1814: benoeming in de ridderschap. |                                        |
| Schade van Westrum                   | 1449-†1980   | 23 mei 1891: verheffing. |                                        |
| Von Scheibler                        | 1518-        | 18 juni 1962: inlijving. |                                        |
| Van Scheltinga                       | 1491-        | Van 21 juli 1818 tot 24 juli 1900: verheffing. 23 december 1858: benoeming in de ridderschap. |                                        |
| Van Schenk van Nijdeggen             | 1608-†1827   | 22 oktober 1814: erkenning, gevolgd op 23 december 1825 door benoeming in de ridderschap. |                                        |
| Von Scherff                          | 1670-†1941   | 18 augustus 1838: inlijving. |                                        |
| Schimmelpenninck                     | 1554-        | 1808 verheven tot comte de l'Empire. 13 juni 1874: verheffing met de titel van graaf bij eerstgeboorte. 12 mei 1874: verheffing van de titel van graaf op allen (voor een tak).                                                                                | Wapen van Schimmelpenninck             |
| Schimmelpenninck van der Oye         | 1418-        | 27 januari 1813: baron de l'Empire. 28 augustus 1814: benoeming in de ridderschap. 22 augustus 1820: erkenning van de titel van baron op allen. | Wapen van Schimmelpenninck van der Oye |
| Van Schinne                          | 1602-†1854   | 16 september 1815: verheffing. |                                        |
| Von Schmid                           | 1366-        | Van 19 december 1895 tot 16 november 1898: inlijving. |                                        |
| Von Schmidt auf Altenstadt           | 1564-        | 19 november 1839 en 21 januari 1849: inlijving |                                        |
| Fannius Scholten                     | [1459]-†1832 | 16 september 1815: verheffing. |                                        |
| Schorer                              | [1540]-      | 28 augustus 1814: erkend als edele van Zeeland. Van 12 juni 1819 tot 13 november 1893: verheffing. |                                        |
| De van der Schueren                  | 1605-        | 16 december 1659: verheffing in de Zuid-Nederlandse adel. 9 april 1715: verheffing in de Rijksadelstand met de titel van ridder onder de prefix 'de'. 19 februari 1821: inlijving met de titel van ridder.                                                     |                                        |
| Van Schuylenburch                    | 1589-        | 15 april 1815: verheffing. |                                        |
| Von Schwartz                         | 1664-†1835   | 28 augustus 1814: benoeming in de ridderschap. |                                        |
| Thoe Schwartzenberg en Hohenlansberg | 1230-        | Oude adel uit Frankenland. 28 augustus 1814: erkend als edele van Friesland met homologatie van de titel van baron. |                                        |
| De Senarclens de Grancy              | 1300-†1972   | Oude adel uit de Vaud. 28 augustus 1814: benoeming in de ridderschap. 4 juni 1822: verlening van de titel van baron bij eerstgeboorte. |                                        |
| De Serière                           | 1528-        | 2 oktober 1717: bevestiging van adeldom. 23 mei 1868: inlijving. |                                        |
| Serraris                             | 1658-        | 6 april 1813: chevalier de l'Empire. 8 oktober 1842: verheffing. |                                        |
| Siberg                               | 1696-†1975   | 5 augustus 1821 en 11 december 1840: verheffing. |                                        |
| Siccama                              | 1457-        | 27 december 1817 en 16 december 1876: verheffing. |                                        |
| Sickinghe                            | 1257-        | Oude adel uit Stad en Ommelanden. 28 augustus 1814 en 17 februari 1815: benoeming in de ridderschap. 28 oktober 1902: erkenning. |                                        |
| Von Siebold                          | 1629-†1975   | 1 oktober 1801: verheffing in de rijksadelstand. 17 november 1842: inlijving. |                                        |
| De Sighers ter Borch                 | 1528-†1924   | 9 maart 1816: benoeming in de ridderschap. 13 mei 1889: erkenning. |                                        |
| Simon de Vlodrop                     | 1580-†1847   | 16 juli 1660: verheffing tot ridder. 20 januari 1823: erkenning. 8 mei 1842: benoeming in de ridderschap. |                                        |
| Singendonck                          | 1533-†1928   | 27 september 1817: verheffing. |                                        |
| Six                                  | 1586-        | 16 september 1816: verheffing, in 1820 gevolgd door de verlening van de titel van baron (bij eerstgeboorte). 26 september 1841: inlijving. |                                        |
| Slicher                              | 1532-†1896   | 15 april 1815: verheffing. 12 juli 1827: verlening van de titel van baron (bij eerstgeboorte). |                                        |
| Van Slingelandt                      | 1485-        | Van 21 augustus 1815 tot 6 december 1843: inlijving; Vanaf 8 juli 1816: homologatie van de titel van baron (op allen). |                                        |
| Sloet                                | 1350-        | 28 augustus 1814 en 24 februari 1816: benoeming in de ridderschap. 29 augustus 1819: erkenning van de titel van baron (op allen). 30 juni 1881: erkenning met de titel van baron.                                                                              |                                        |
| Van Slijpe                           | 1592-†1879   | 31 maart 1835: verheffing met de bepaling dat de adeldom zal overgaan op een lid van de familie Pichot. |                                        |
| De Smeth                             | 1532-        | 28 augustus 1814 en 24 februari 1816: benoeming in de ridderschap. 6 januari 1816: inlijving en erkenning van de titel van baron (op allen). |                                        |
| Van Sminia                           | 1574-        | 20 februari 1816: verheffing. 23 december 1825: benoeming in de ridderschap. |                                        |
| Smissaert                            | 1576-        | Van 9 januari 1821 tot 13 december 1921: verheffing. |                                        |
| Smits                                | 1474-        | 10 mei 1841 en 16 december 1909: verheffing. |                                        |
| Snoeck                               | 1466-        | 9 april 1839: verheffing. |                                        |
| Snouckaert van Schauburg             | 1454-        | 8 november 1544: bevestiging van adeldom en verlening van de titel van des H.R.Rijksridder. 23 oktober 1811: baron de l'Empire. Vanaf 28 augustus 1814: benoeming in de ridderschap. Vanaf 8 juli 1816: erkenning / erkenning van de titel van baron op allen. |                                        |
| Van Spaen                            | 1399-†1888   | 28 augustus 1814: benoeming in de ridderschap. 5 september 1814: homologatie van de titel van baron op allen. |                                        |
| Speelman                             | 1549-†2005   | 9 september 1686: verheffing tot baronet. 27 september 1817: verheffing. 23 december 1822: benoeming in de ridderschap. |                                        |
| Von Speicher                         | [1637]-†1921 | 31 augustus 1822: inlijving. |                                        |
| Van Spengler                         | 1646-        | 20 februari 1816: verheffing. |                                        |
| Speyart van Woerden                  | 1557-        | 28 augustus 1814: benoeming in de ridderschap. 6 januari 1816: erkenning. 23 september 1822 en 15 september 1848: erkenning van en met de titel van baron op allen.                                                                                            |                                        |
| Van de Spiegel                       | 1604-†1912   | 16 september 1816: verheffing. |                                        |
| Van Splinter                         | [1590]-†1965 | 20 november 1816: verheffing. |                                        |
| Van der Staal                        | 1412-†1937   | 3 mei 1821 : verheffing. |                                        |
| Steengracht                          | 1474-        | 28 augustus 1814: erkenning als Edele van Zeeland. 19 december 1888: verlening van de titel van baron bij eerstgeboorte. |                                        |
| Von Steiger                          | 1446-†1994   | 5 december 1895: verheffing in de Hongaarse adel met erkenning van de titel van baron. 30 april 1904: inlijving. |                                        |
| Stern                                | 1595-        | 2 mei 1841: verheffing. |                                        |
| Zu Stolberg-Stolberg                 | 1303-        | Oude adel uit Saksen. 22 augustus 1980: inlijving met de titel van graaf op allen. |                                        |
| Stoop                                | 1508-        | Van 19 november 1892 tot 3 juni 1935: verheffing. |                                        |
| Storm de Grave                       | 1536-†1907   | 6 december 1852: verheffing. |                                        |
| Storm van 's Gravesande              | [1461]-      | Van 7 juni 1841 tot 28 november 1843: verheffing. |                                        |
| Straalman                            | [1615]-†1913 | 8 juli 1816: inlijving en verlening van de titel van baron bij eerstgeboorte. 12 oktober 1849: homologatie van de titel van baron op allen. |                                        |
| Van der Straten                      | [1609]-†1864 | 9 februari 1818: verheffing. |                                        |
| Stratenus                            | 1632-        | 26 oktober 1838: verheffing. 6 december 1847: verlening van de titel van baron bij eerstgeboorte. |                                        |
| Strick van Linschoten                | 1526-        | 28 augustus 1814: benoeming in de ridderschap. 8 juli 1816 en 5 april 1822: inlijving. 29 juli 1831: verlening van de titel van baron bij eerstgeboorte. |                                        |
| De Stuers                            | 1617-        | Van 4 juni 1824 tot 6 maart 1843: verheffing met de titel van ridder bij eerstgeboorte. |                                        |
| De Sturler                           | 1472-        | Van 23 mei 1876 tot 15 februari 1900: verheffing. |                                        |
| Van Styrum                           | (1607) 1610- | 8 juli 1816: verheffing en verlening van de titel van baron bij eerstgeboorte. |                                        |
| Lopes Suasso                         | [1585]-†1970 | 21 juli 1818 en 9 januari 1821: erkenning |                                        |
| Van Suchtelen                        | 1553-        | Van 20 februari 1816 tot 31 december 1913: verheffing. |                                        |
| Van Dusseldorp de Superville         | 1587-†1866   | 17 juli 1847: verheffing. |                                        |
| Sweerts de Landas                    | 1487-        | 28 augustus 1814 en 20 februari 1816: benoeming in de ridderschap. 24 november 1816: erkenning van de titel van baron (op allen). |                                        |
| Van Swinderen                        | [1554]-      | 27 december 1817: verheffing. 23 december 1825: benoeming in de ridderschap. |                                        |
| Van Sypesteyn                        | [1467]-†1946 | 16 september 1815: verheffing. |                                        |
| Van Sytzama                          | 1484-        | 28 augustus 1814: erkenning. 23 september 1822: erkenning van de titel van baron (op allen). 23 december 1825: benoeming in de ridderschap. |                                        |

## T
| Naam                       | Vermeldingen | Opmerkingen | Wapen |
| -------------------------- | ------------ | --- | ----- |
| Taets van Amerongen        | 1358-        | 28 augustus 1814: benoeming in de ridderschap. Van 14 april 1822 tot 14 mei 1822: erkenning van de titel van baron (op allen). |       |
| Teixeira de Mattos         | 1526-        | Van 27 september 1817 tot 10 december 1892: verheffing. |       |
| Van Tengnagell             | 1312-†1973   | 22 maart 1822: erkenning met de titel van baron (op allen). |       |
| Testa                      | [1560]-      | 5 april 1847: verheffing met de titel van baron bij eerstgeboorte. |       |
| Van Tets                   | 1649-        | 26 augustus 1837: verheffing. |       |
| Den Tex                    | 1663-        | 12 mei 1874: verheffing. Laatste mannelijke telg overleden in 1965, dus uitgestorven in mannelijke lijn. |       |
| Van Teylingen              | 1525-†1993   | Van 16 september 1815 tot 24 april 1897: verheffing. |       |
| Theunissen Reijnst         | 1724-†1861   | 24 oktober 1842: verheffing. |       |
| Thibaut                    | 1440-†1854   | 28 augustus 1814: erkenning. |       |
| De Thier                   | 1470-(†1909) | 16 februari 1816 (en 8 mei 1842): benoeming in de ridderschap met de persoonlijke titel van baron en voor de overigen de titel van ridder op allen. 17 oktober 1822: erkenning met de titel van ridder (op allen). [Leeft nog voort in België.] |       |
| Van Till                   | 1386-        | 1 oktober 1822: erkenning van de titel van baron (op allen). |       |
| Tindal                     | 1732-†1974   | 16 september 1815: verheffing met de titel van baron (bij eerstgeboorte). |       |
| Tjarda van Starkenborgh    | 1422-†2000   | 28 augustus 1814: benoeming in de ridderschap. |       |
| Des Tombe                  | 1588-        | 27 maart 1829: inlijving met de titel van baron bij eerstgeboorte. 6 september 1844: verheffing. |       |
| Torck                      | 1460-†1902   | Oude Markse, later: Gelderse adel. 27 januari 1813: baron de l'Empire. 10 maart 1822: erkenning met de titel van baron. |       |
| Du Tour                    | 1580-†1984   | 28 augustus 1814: erkenning. 7 oktober 1814 en 23 december 1825: benoeming in de ridderschap. 10 mei 1820: erkenning van de titel van baron (op allen).                                                                                         |       |
| Travers                    | [1670]-†1895 | 21 september 1824: verheffing met de titel van baron bij eerstgeboorte. |       |
| Le Poer Trench             | 1575-        | 8 juli 1815: verheffing en verlening van de titel van markies van Heusden bij eerstgeboorte. |       |
| De Trevey de Charmail      | [1435]-†1884 | 12 maart 1839: verheffing met de titel van baron bij eerstgeboorte. |       |
| Trip                       | 1495-        | 28 maart 1815: benoeming in de ridderschap. 27 december 1817 en 7 februari 1818: verheffing. |       |
| Tulleken                   | 1429-        | 1 mei 1847 en 22 april 1899: verheffing. |       |
| Van Tuyll van Serooskerken | 1456-        | 28 augustus 1814: benoeming in de ridderschap. 21 maart tot 21 mei 1822: erkenning van de titel van baron (op allen). |       |
| Twent                      | [1521]-†1868 | 16 september 1815: verheffing. |       |

## U
| Naam         | Vermeldingen | Opmerkingen | Wapen |
| ------------ | ------------ | --- | ----- |
| Van Utenhove | 1563-        | 28 augustus 1814: eerste benoeming in de ridderschap van Utrecht. Vanaf 1822 erkenning van de titel van baron op allen. |       |

## V
| Naam                    | Vermeldingen | Opmerkingen | Wapen |
| ----------------------- | ------------ | --- | ----- |
| De Billehé de Valensart | 1600-†1908   | 28 augustus 1814: eerste benoeming in de ridderschap van Brabant. Vanaf 1816 erkenning van de titel van baron op allen.                          |       |
| Van Valkenburg          | 1466-        | 1642: verheffing tot baronet. 31 maart 1939: verheffing.                                                                                         |       |
| De Vaynes van Brakell   | 1651-†1957   | 29 maart 1843: verheffing. Uitgestorven in 1957.                                                                                                 |       |
| Vegelin van Claerbergen | [1425]-      | 1812: verheffing tot baron de l'Empire. 28 augustus 1814: eerste erkenning als edele van Friesland.                                              |       |
| Van den Velden          | 1430-†1953   | 20 augustus 1847: verheffing. |       |
| Verheyen                | 1499-        | 13 oktober 1831: verheffing. |       |
| Ver Huell               | 1562-†1931   | 13 april 1810: verheffing. 1810: verlening van titel "graaf van Sevenaer". 1811: comte de l'Empire. 7 augustus 1840: verheffing.                 |       |
| Van Verschuer           | 1637-        | 1696: erkenning van oude adel en verheffing tot baron des H.R.Rijks. 16 oktober 1816: inlijving. 1820: homologatie van titel van baron op allen. |       |
| Fontein Verschuir       | 1676-†1944   | 25 augustus 1822: verheffing. |       |
| Versluys                | [1627]-      | 18 juli 1819: verheffing. |       |
| Verspyck                | 1614-        | 21 oktober 1881: verheffing. |       |
| Verstolk                | 1600-†1845   | 30 december 1845: verheffing met de titel van baron bij eerstgeboorte.                                                                           |       |
| Van Vessem              | 1683-†1960   | 19 maart 1886: verheffing. |       |
| De Vicq                 | [1547]-      | 22 oktober 1924: verheffing. |       |
| De Villeneuve           | 1318-        | Van 5 mei 1885 tot 4 mei 1896: inlijving. |       |
| De Villers de Pité      | [1410]-†1941 | 16 februari 1816: benoeming in de ridderschap.                                                                                                   |       |
| Van Voërst              | 1414-†1858   | 28 augustus 1814 en 24 februari 1816: benoeming in de ridderschap; 5 juli 1822: erkenning van de titel van baron (op allen).                     |       |
| De Voocht               | [1580]-†1856 | 28 augustus 1814: benoeming in de ridderschap.                                                                                                   |       |
| Van Voorst tot Voorst   | 1327-        | 28 augustus 1814: benoeming in de ridderschap; 24 juli 1820: erkenning van de titel van baron (op allen).                                        |       |
| De Vos van Steenwijk    | 1318-        | 28 augustus 1814: benoeming in de ridderschap. 11 maart 1821: erkenning van de titel van baron.                                                  |       |
| Vosch van Avesaet       | 1576-†1826   | 15 december 1825: verheffing. 6 april 1826: verlening van de titel van baron.                                                                    |       |
| Van Vredenburch         | 1514-        | 24 november 1816 en 9 januari 1821: verheffing. 22 augustus 1847: verlening van de titel van baron bij eerstgeboorte.                            |       |
| Van Vrijberghe          | [1484]-†1908 | 24 maart 1842: verheffing. |       |
| Vrijthoff               | 1643-†1968   | 28 november 1840: verheffing. |       |

## W
| Naam                         | Vermeldingen | Opmerkingen | Wapen |
| ---------------------------- | ------------ | --- | ----- |
| Van de Wall                  | [1580]-†1853 | 6 december 1827: verheffing. |       |
| Warin                        | 1598-†1902   | 16 september 1815: verheffing. |       |
| De Warzée d'Hermalle         | [1614]-†1933 | 20 februari 1816: verheffing. 26 april 1816: benoeming in de ridderschap. 27 september 1817: verlening van de titel van baron.                                                                      |       |
| Van Wassenaer                | 1200-        | 28 augustus 1814: benoeming in de ridderschap. 17 september 1815: verlening van de titel van graaf op allen voor de tak Van Wassenaer-Starrenburg. 21 maart 1822: erkenning van de titel van baron. |       |
| De Watteville                | 1356-†1909   | 4 november 1858: inlijving met de titel van baron (bij eerstgeboorte). |       |
| Waubert de Puissau           | 1554-†1915   | 8 juli 1816: erkenning. 23 december 1825: benoeming in de ridderschap. |       |
| Van Weede                    | 1317-        | 16 september 1815: benoeming in de ridderschap. 8 juli 1816: erkenning. |       |
| Berckmans de Weert           | 1655-†1937   | 12 mei 1874: verheffing. |       |
| De Weichs de Wenne           | 1407-        | 16 februari 1816: benoeming in de ridderschap met homologatie van de titel van baron. |       |
| Von Weiler                   | 1545-        | 30 juli 1818: inlijving. |       |
| Wellesley                    | 13e eeuw-    | 1815: verheffing in de Nederlandse adel met de eerstgeboortetitel van prins van Waterloo. |       |
| Wentholt                     | 1553-†1879   | 27 september 1817: verheffing. |       |
| Wesselman van Helmond        | 1708-        | 1 mei 1841: verheffing. |       |
| Van Westerholt               | 1287-†1981   | 28 augustus 1814: benoeming in de ridderschap. 19 februari 1820: erkenning van de titel van baron.                                                                                                  |       |
| Van Westreenen van Tiellandt | [1607]-†1848 | 15 april 1815: verheffing. 16 december 1818: verlening van de titel van ridder. 9 januari 1821: verlening van de titel van baron.                                                                   |       |
| Van Wevelinchoven de Sittert | [1564]-†1891 | 21 en 22 oktober 1822: inlijving met de titel van baron. |       |
| Wichers                      | 1584-        | 27 december 1817 tot 1 oktober 1938: verheffing. |       |
| Van der Does de Willebois    | [1583]-      | 18 oktober 1877: verheffing. |       |
| Von Winning                  | 1484-        | 21 december 1907: inlijving. |       |
| Van Winter                   | 1619-        | 5 maart 1830: verheffing. |       |
| Van Haersma de With          | 1700-        | 26 juli 1841: verheffing. |       |
| Wittert                      | 1544-        | 21 augustus 1815: inlijving met de titel van baron bij eerstgeboorte. 8 februari 1848: verlening van de titel van baron bij eerstgeboorte.                                                          |       |
| Wladimiroff                  | 1828-        | 16 maart 1978: inlijving. |       |
| Wolff Metternich             | 1429-2016    | 8 april 1884 en 10 december 1925: inlijving met de titel van graaf en gravin op allen. |       |
| Van Wolframsdorff            | 1486-†2006   | 24 juni 1920: inlijving. |       |
| Von Wrangel auf Lindenberg   | 1402-†1958   | 29 maart 1885: inlijving. |       |
| Wttewaall van Stoetwegen     | 1530-        | 4 september 1841: verheffing. |       |
| Barchman Wuytiers            | 1547-        | 7 juni 1829: verheffing; 15 januari 1901: inlijving. |       |
| Van Asch van Wijck           | 1511-        | 26 februari 1833: verheffing. |       |
| Van der Wyck                 | 1613-        | 28 augustus 1814: benoeming in de ridderschap. Van 24 november 1816 tot 11 januari 1869: verheffing.                                                                                                |       |
| Von Wydenbruck               | 1540-†1981   | 1838: inlijving. |       |
| De Wijkerslooth              | 1459-        | 28 augustus 1814: benoeming in de ridderschap, gevolgd door verlening van de titel van baron bij eerstgeboorte. 8 juli 1816: inlijving met de titel van baron bij eerstgeboorte.                    |       |
| De Wymar                     | 1500-†1847   | 1816: benoeming in de ridderschap. |       |
| Van Wijnbergen               | 1392-        | 26 april 1822: erkenning met de titel van baron op allen. |       |

## Y
| Naam               | Vermeldingen | Opmerkingen                                                                                         | Wapen |
| ------------------ | ------------ | --------------------------------------------------------------------------------------------------- | ----- |
| Van Hangest d'Yvoy | 1600-        | 28 augustus 1814: benoeming in de ridderschap; 1816: inlijving en erkenning van de titel van baron. |       |

## Z
| Naam                    | Vermeldingen | Opmerkingen | Wapen                                         |
| ----------------------- | ------------ | --- | --------------------------------------------- |
| Van Zuylen van Nievelt  | 1285-        | 28 augustus 1814: benoeming in de ridderschap. 23 september 1822: erkenning van de titel van baron op allen. | Wapen Van Zuylen van Nievelt                  |
| Van Zuylen van Nijevelt | 1544-        | 28 maart 1815: benoeming in de ridderschap. 15 april 1815: verheffing, even later gewijzigd in inlijving. 20 september 1822: erkenning met de titel van baron op allen. 1822: verlening van de titel van graaf bij eerstgeboorte. | Wapen van de families van Zuylen van Nijevelt |